# Лемовжа (присілок)
Лемовжа (рос. Лемовжа) — присілок у Волосовському районі Ленінградської області Російської Федерації.
Населення становить 27 осіб. Належить до муніципального утворення Сабське сільське поселення.

## Історія
Від 1 серпня 1927 року належить до Ленінградської області.

## Населення
| 1838 | 1862 | 1997 | 2007 | 2010 | 2014 | 2017 |
| ---- | ---- | ---- | ---- | ---- | ---- | ---- |
| 151  | ↗175 | ↘19  | ↘18  | ↗23  | ↗26  | ↗27  |